# Nurilla Sakirov
Nurilla Sakirov (russisk: Нурилла Закиров ; født 2. maj 1942 i Tasjkent, Usbekiske SSR i Sovjetunionen - død 2003 i Atlanta, USA) var en usbekisk/sovjetisk komponist, pianist og lærer.
Sakirov studerede kompostion på Musikkonservatoriet i Tashkent, hvor han senere blev lærer i komposition i en årrække. Han skrev tre symfonier, orkesterværker, kammermusik, operaer, korværker, filmmusik og instrumental musik for mange instrumenter etc. Han tog senere til Atlanta i USA, hvor levede som freelance komponist, især med filmmusik som sit speciale.

## Udvalgte værker
- Symfoni nr. 1 (1967) - for orkester
- Symfoni nr. 2 (1972) - for orkester
- Symfoni nr. 3 (1978) - for orkester